# Erich Isselhorst
Erich Isselhorst ( 1906-1948) est un juriste allemand, cadre du NSDAP. Standartenführer de la Waffen-SS, il fut chef de la Gestapo à Erfurt, Cologne, Klagenfurt et Munich.

## Biographie

### Formation et carrière
Fils d'un sergent du 69e Feldartillerie-Regiment, un régiment lorrain du XVIe Armee-Korps, Erich Heinrich Georg Isselhorst naît le 5 février 1906, à Saint-Avold, ville animée d'Alsace-Lorraine. Trop jeune pour s’être battu pendant la Première Guerre mondiale, Isselhorst nourrit un sentiment de revanche à l'encontre de la France. Après son Abitur, passé en mars 1925, Erich Isselhorst fait des études de droit à Munich et Cologne. Docteur en 1931, il devient Rechtsreferendariat, Assistant de justice, auprès de la Cour de Düsseldorf. Il publie ses travaux en 1932. Il se marie le 30 septembre 1935. Comme son compatriote Theodor Berkelmann, Isselhorst se tourne naturellement vers le NSDAP. En août 1932, il s'inscrit au parti, devenant conseiller juridique de la section locale de Düsseldorf-Friedrichstadt. En mars 1933, il devient membre de la Nationalsozialistischer Rechtswahrerbund, ou BNSDJ, l'association des juristes nazis. En mai 1933, il rejoint les SA, puis la SS. Il intègre la Gestapo en février 1935 à Berlin. Il poursuit sa carrière à Erfurt, Cologne, Klagenfurt et enfin Munich, gravissant rapidement les échelons hiérarchiques. Sous-lieutenant en 1935, premier lieutenant en 1936, il passe Sturmbannführer, commandant, en 1938. Chef de la Gestapo de Cologne lors de l'Anschluss, il est affecté provisoirement à Klagenfurt en Autriche, avant d'être muté à Munich en décembre 1939.

### Seconde Guerre mondiale
Chef de la Gestapo de Munich au début de la Seconde Guerre mondiale, Erich Isselhorst est promu Obersturmbannführer en 1941. En février 1942, après une sanction disciplinaire, il est affecté sur le front russe, pour prendre la direction des sections I et II de l'Einsatzgruppe B, à Smolensk. Du printemps 1942 à l'été 1943, il y commande les Einsatzkommandos 1 et 8, au sein de l' Einsatzgruppe A, stationné à  Krasnogvardeïsk, près de Leningrad.
Isselhorst dirige ensuite la Sicherheitspolizei dans l'oblast de Minsk, commandant le Sonderkommando 1b de l'Einsatzgruppe A. De retour à l'ouest fin 1943, Erich Isselhorst est nommé Befehlshaber, gouverneur, de la Sicherheitspolizei à Strasbourg. À ce poste, il est promu Standartenführer en 1944. Il ordonne notamment l'exécution systématique des résistants membres du réseau Alliance, ce qui donne lieu à l'exécution sommaire de 108 membres de ce réseau au camp de concentration du Struthoff, tués et incinérés dans la nuit du 1er au 2 septembre,, mais également à plusieurs autres exécutions collectives dans d'autres villes ou prisons allemandes. Il fait appliquer également les ordres d'exécution de Hitler, tel l'ordre Commando durant l'opération Waldfest, en faisant exécuter les membres du Special Air Service prisonniers après l'opération Loyton, ainsi que d'autres prisonniers, civils ou militaires.
La région ayant été libérée par les troupes alliées, Isselhorst est affecté dans un service de la Reichssicherheitshauptamtes, l'Office central de la sécurité du Reich, à Berlin. Peu avant la fin de la guerre, en avril 1945, Isselhorst prend la tête d'un Waffen-SS-Gruppe, près de Jachenau en Bavière. Le 12 juin 1945, Isselhorst est fait prisonnier à Sachenbach.

### Après guerre
Interné dans diverses prisons et centres de détention à Augsburg, Karlsruhe, Heidelberg, Frankfurt-Oberursel, Dachau et Stuttgart-Zuffenhausen, Isselhorst est transféré à Wuppertal en mai 1946. Dans une note, qu'il écrit en 1947, Isselhorst affirme qu'il est devenu nazi, pour lutter contre la menace bolchevique. Jugé par les autorités militaires françaises pour crime de guerre, Erich Isselhorst est condamné à mort et fusillé à Strasbourg, le 23 février 1948.

## Décorations
- Medaille zur Erinnerung an den 13. März 1938
- Totenkopfring der SS, 12 décembre 1939
- Kriegsverdienstkreuz IIe et Ire classes, septembre 1941
- Ordine della Corona d'Italia (Commendatore), 20 avril 1942
- Ostmedaille, 25. August 1942
- Kriegsverdienstkreuz 2e classe avec glaive, 1er novembre 1942
- Kriegsverdienstkreuz 1re classe avec glaive, 29 avril 1943
- Tapferkeitsauszeichnung für Angehörige der Ostvölker 2e classe en argent, 14 décembre 1943.
- Eisernes Kreuz 2e classe, 14 décembre 1943